# Uhlenhorst (Namibia)

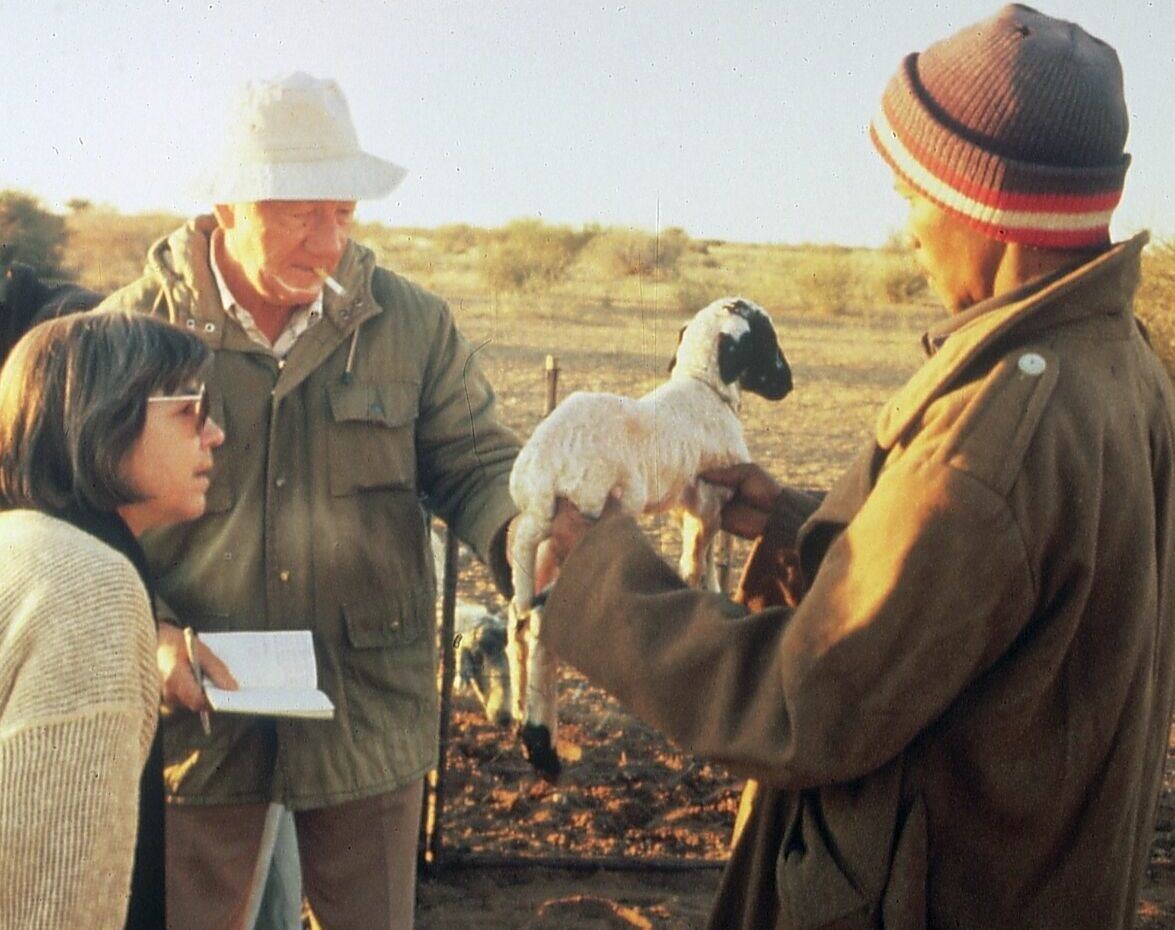
Swakara-Zucht bei Uhlenhorst

Uhlenhorst ist eine Ansiedlung in der Region Hardap in Namibia, etwa 130 Kilometer nördlich von Mariental an der Kreuzung der Hauptstraßen C15 und C25.
Die durch Farmen geprägte landwirtschaftliche Umgebung von Uhlenhorst ist vor allem für die Swakara-Zucht (Karakulfelle) bekannt. Reimar von Hase betrieb hier mit seiner Frau seit 1987 die Stickerei Anin, die zeitweise 300 Frauen aus der Hoachanas-Umgebung einen Arbeitsplatz gab.
Der Farmerverein Uhlenhorst war mehrfacher Gewinner des nationalen „Braai-Wettbewerbs“.
30 und 40 km nördlich von Uhlenhorst befinden sich die Astrofarmen Tivoli und Kiripotib sowie die Segelflugfarm Kiripotib und der Klein-Nauas-Schutztruppenturm. Der Segelflugplatz Bitterwasser liegt 20 km südlich von Uhlenhorst.

## Trivia
Die Miss Germany 2020, Leonie von Hase, wuchs auf der Farm Jena bei Uhlenhorst auf.